# جلين صموئيل
جلين صموئيل (بالإنجليزية: Glyn Samuel)‏ (26 أكتوبر 1917 في المملكة المتحدة - 14 أبريل 1985 في المملكة المتحدة) هو لاعب كريكت بريطاني. لعب مع نادي مقاطعة غلاموركن للكريكت ‏.